# 13916 Bernolák
13916 Bernolák este un asteroid din centura principală de asteroizi.

## Descriere
13916 Bernolák este un asteroid din centura principală de asteroizi. A fost descoperit pe 23 august 1982 la Piszkesteto de Milan Antal. El prezintă o orbită caracterizată de o semiaxă mare de 2,44 ua, o excentricitate de 0,24 și o înclinație de 5,8° în raport cu ecliptica.